# Carlos Rodríguez Landaeta
Carlos Rodríguez Landaeta (* Chillán Viejo, Región del Biobío, Chile 23 de enero de 1778 - † San Gabriel, Región del Biobío, Chile 14 de abril de 1863) es el fundador de San Gabriel, el año 1809.

## Biografía
Nació el día 23 de enero de 1778 en Chillán. Con sólo saber leer y escribir, hizo 3 intentos fallidos para fundar un pueblo, hasta que el año 1809 sin permiso alguno funda la "Real Villa de San Gabriel", en donde pasó el resto de su vida. El año 1810 se casa con Carmen Toro, con quien tubo 14 hijos. En 1812 se declara máxima autoridad del pueblo hasta 1821, año en que el país se autogobierna. El año 1861 se contagia de una grave enfermedad, la cual no se descubrió, dejándolo en cama los últimos años de su vida. Tras ser cuidado por su hermana Virginia Rodríguez, muere el 14 de abril de 1863.